# Casa degli artisti
La Casa degli Artisti è un edificio storico di Milano situato in Via Tommaso da Cazzaniga, corso Giuseppe Garibaldi al civico 89/A.

## Storia

### Dalle origini al restauro
Casa degli Artisti fu progettata nel 1909 su iniziativa della famiglia Bogani per ospitare ateliers d'arte per scenografi, scultori, pittori e fotografi. Alla fine degli anni '30 l'edificio fu espropriato dal Comune di Milano per attuare un intervento di riqualificazione delle case adiacenti e del quartiere di Brera. Lo scoppio della seconda guerra mondiale bloccò i lavori e il progetto venne accantonato.
Anche nel dopoguerra Casa degli Artisti ospitò numerosi creativi, fino a ricevere un nuovo rilancio culturale nel 1978 con il sostegno di importanti artisti milanesi come Luciano Fabro, Hidetoshi Nagasawa, e la critica e storica dell'arte Jole De Sanna. L'intento di questo nuovo progetto, anch'esso chiamato Casa degli Artisti, era di essere incubatore di nuove giovani ricerche e si adoperò con diverse manifestazioni pubbliche per rivendicare maggiore attenzione per l'arte e la cultura come patrimonio pubblico. Così reclamò nel 1994 con successo il restauro de I bagni misteriosi di Giorgio De Chirico, oggi depositati al Museo del Novecento. La Casa espose al suo interno il lavoro delle giovani generazioni, allacciò relazioni con altri spazi non profit e cercò di promuovere innumerevoli incontri a carattere divulgativo sulla teoria dell'arte, come estensione e approfondimento delle ricerche accademiche.
A partire dal 1988 una parte del piano terra viene occupata da Csoa Garibaldi, mentre negli altri spazi della Casa continuano ad operare gruppi di artisti, artigiani e liutai. La Casa viene sgomberata nel 2007 e messa in sicurezza a causa delle condizioni di precarietà strutturale in cui versava.
Nel 2015, grazie al Municipio 1 di Milano, è iniziata la ristrutturazione che è stata affidata alla società La Ducale SpA del Gruppo Tecnocasa, a scomputo degli oneri di urbanizzazione relativi alla costruzione del condominio privato di Corso Garibaldi 95. Il recupero della Casa, operato sotto la direzione di Arassociati e degli architetti Aldo Fontana e Tanja Bekjarova, ha visto un intervento più consistente sulle facciate esterne e un approccio più filologico negli interni, dove sono stati mantenuti i mattoni a vista e le originali strutture in cemento armato su indicazioni della Soprintendenza.

### Casa degli Artisti oggi
In seguito all’aggiudicazione del bando di gestione dell’immobile, indetto dal Municipio 1 del Comune di Milano, è stata costituita un’Associazione Temporanea di Scopo (ATS) – Casa degli Artisti composta da cinque realtà no profit: ZONA K, That’s Contemporary, Atelier Spazio XPO’, NIC Nuove Imprese Culturali e Centro Itard Lombardia, con Future Fond, come partner esterno. A seguito di importanti lavori di restauro, la Casa degli Artisti è nuovamente inaugurata il 1º febbraio 2020 in contemporanea con il giardino adiacente dedicato a Pippa Bacca.
Ancora oggi Casa degli Artisti mantiene la sua funzione originale, difatti è un luogo di incontro, creazione e riflessione per sostenere la pratica degli artisti che opera come centro di residenza, produzione e fruizione aperto alla città.

L’edificio restaurato si sviluppa per 1250 m² su tre piani e conta 11 atelier destinati al lavoro degli artisti, uno spazio espositivo al pianterreno aperto al pubblico, un bistrot, uno spazio esterno affacciato sul verde. 

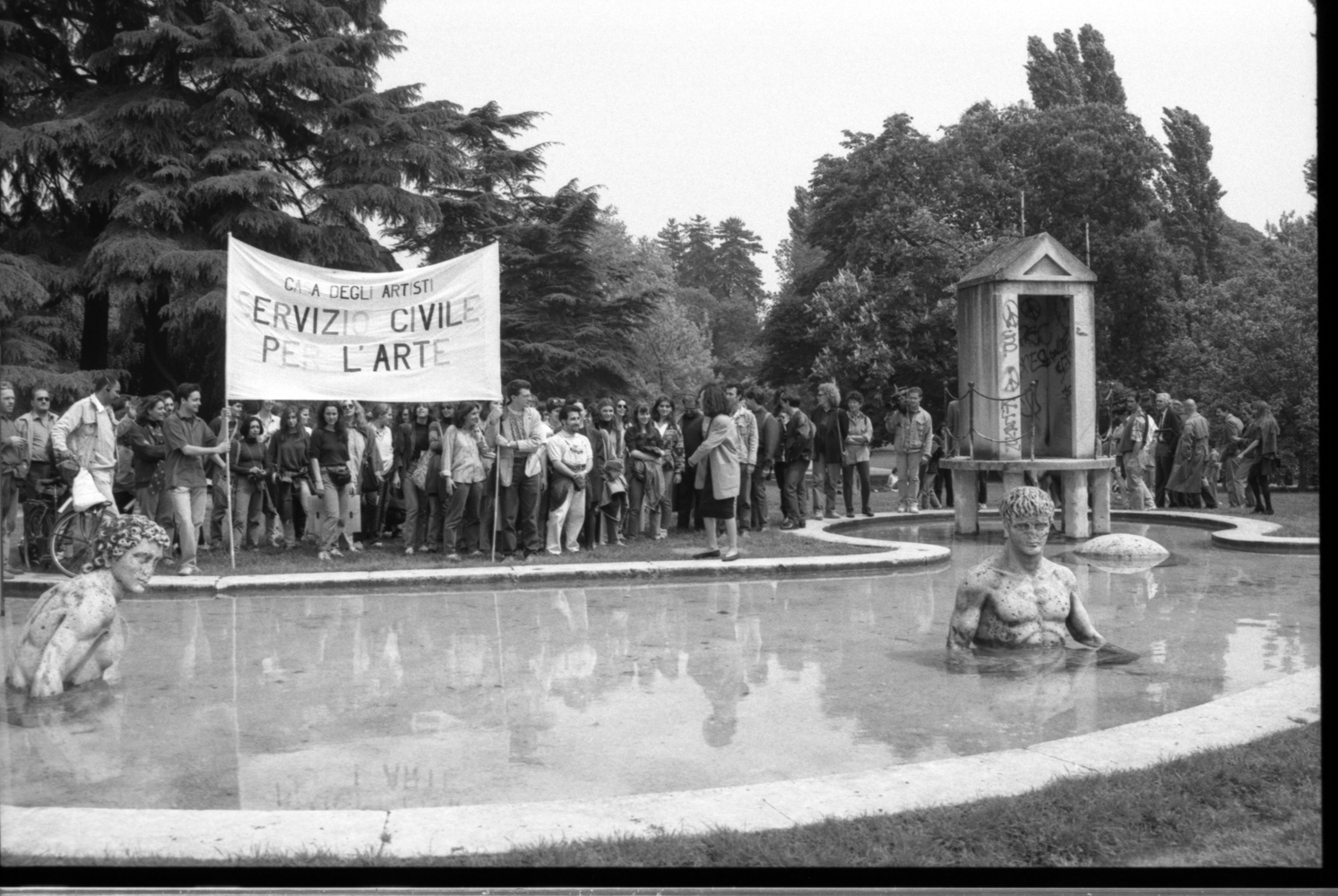
Milano, Parco Sempione, fontana di Giorgio De Chirico, manifestazione per il restauro, promossa dalla Casa degli artisti. maggio 1994
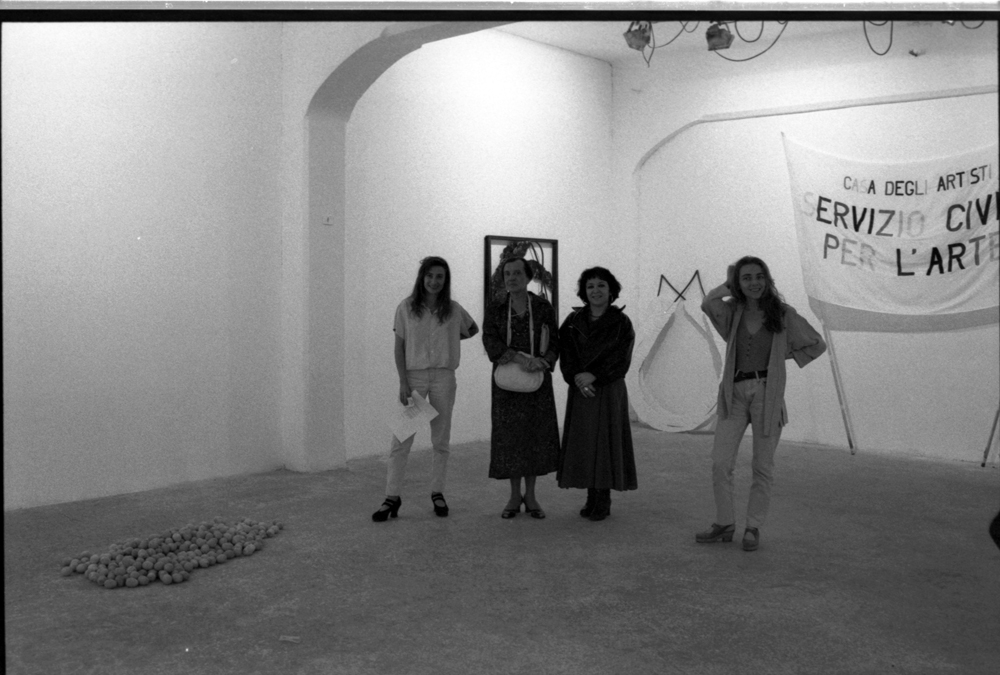
Arianna Giorgi, Dadamaino, Mariella Ghirardani, Luisa Protti nella loro mostra: "AA.VV. Scossa, Casa degli artisti". Careof, Cusano Milanino, giugno 1994
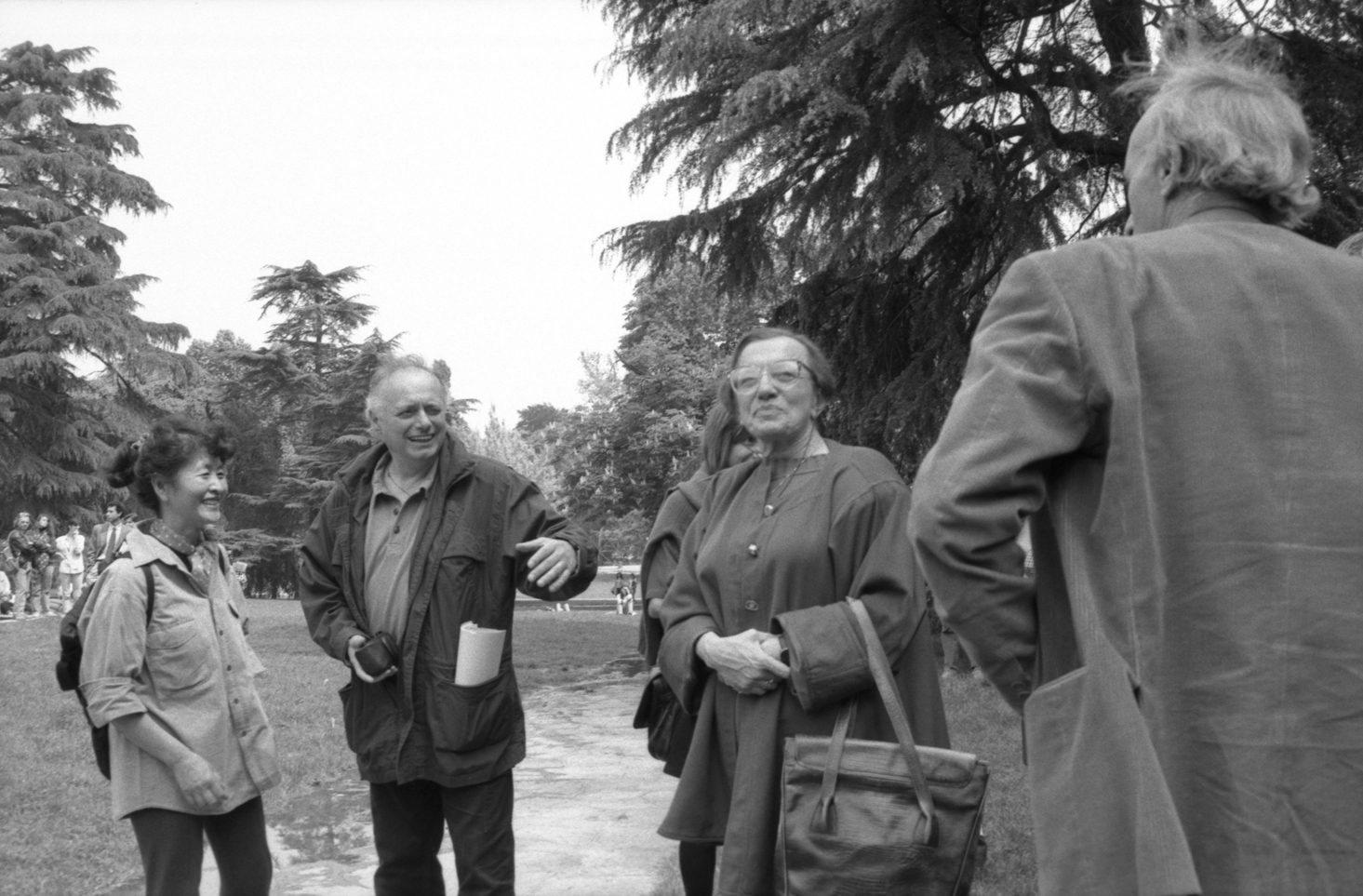
Milano, Parco Sempione, fontana di Giorgio De Chirico, manifestazione per il restauro, promossa dalla Casa degli artisti: La signora Nagasawa, Luciano Fabro, Dadamaino. maggio 1994